# Креккьо
Креккьо (итал. Crecchio) — коммуна в Италии, расположена в регионе Абруццо, подчиняется административному центру Кьети.
Население составляет 3153 человека, плотность населения составляет 161 чел./км². Занимает площадь 19,36 км². Почтовый индекс — 66014. Телефонный код — 0871.
Покровителем населённого пункта считается святой Рох.